# Жіночий аркан у саду нетерпіння
«Жіночий аркан у саду нетерпіння» — поетична збірка сучасної української письменниці (поета, прозаїка, публіциста) Марії Матіос.

## Про автора
Марія Матіос народилася 19 грудня 1959 року в селі Розтоки, Чернівецька область в родині гуцулів.
У 1982 р. закінчила філологічний факультет Чернівецького державного університету, відділення української мови та літератури (тепер Чернівецький національний університет імені Юрія Федьковича).
Працювала бібліотекарем університетської бібліотеки. 8 років — на Чернівецькому машинобудівному заводі.
Була заступником голови Чернівецької обласної організації Спілки письменників України, відповідальним секретарем «Буковинського журналу». З 1997 року мешкає в Києві. Працювала помічником секретаря РНБО України. З 2003 року — заступник голови Комітету з Національної премії України імені Тараса Шевченка.
Перші вірші надрукувала у 15 років.
Прозою дебютувала 1992 року в журналі «Київ», опублікувавши новелу «Юр'яна і Довгопол». Передмову до публікації написав Володимир Дрозд.
2011 — член журі літературного конкурсу «Юне слово».
2012 — № 2 у виборчому списку Політичної партії «УДАР», на виборах до Верховної Ради України.
2014 — № 7 у виборчому списку Блоку Петра Порошенка до Верховної Ради України.
Була серед тих, хто домігся присвоєння Чернівецькому університету імені Юрія Федьковича.

## Ритуальні танці Марії Матіос
Письменниця Марія Матіос вважає, що життя кожної жінки — безперервний випробувальний танець: іноді — вальс, частіше — гуцулка, зрідка — танго чи, коли-не-коли, танець живота.
Традиційно жінки ніколи не танцюють аркан — ритуальний, суто чоловічий танець жителів гір. Проте Марія Матіос стверджує, що її героїня «затесалась між аркани», і цей аркан не стане вальсом. Бо така парадоксальна вдача її героїні, яка з однаковою пристрастю щоденно випробовує своє серце на розрив: чи то тримає батіг у руках для лінивців, чи сповідається в любові.

## Зміст збірки
- Цикл «Жіночий аркан»
- Цикл «Після Апокаліпсису»
- Цикл «Сад нетерпіння»
- Цикл «У товарницькому потоці»
- Цикл «Де вольна воля та іще й вольниця»
- Цикл «Спасенний знак із книги ворожби»

## Характеристика збірки
«Жіночий аркан у саду нетерпіння» — поезія справжньої Жінки. Жінки із плоті та крові, жінки, яка вміє бути щасливою отут і вже.

## Перше і друге видання збірки
- Перше видання — Львів: ЛА «Піраміда», 2007.
- Друге видання — Львів: ЛА «Піраміда», 2011